# Narcissu
Narcissu (Eigenschreibweise in Minuskeln oder jap. als ナルキッソス, Narukissosu) ist eine Visual Novel, welche die Geschichte zweier todkranker Menschen zum Inhalt hat. Sie wurde von der Dōjin-Gruppe „stage-nana“ publiziert. Dem ersten Teil folgte eine Reihe an Visual Novels, welche überwiegend die Themen Leben und Tod behandeln.

## Handlung
Bei dem anonymen Protagonisten wird kurz nach seinem zwanzigsten Geburtstag Lungenkrebs diagnostiziert, weshalb er in ein Krankenhaus in Mito eingeliefert wird. Nach einigen Monaten mit ausbleibendem Behandlungserfolg wird er in das Hospiz des Krankenhauses verlegt, wo er Setsumi trifft, eine junge Frau, die ebenfalls todkrank ist. Beide lehnen es ab, im Hospiz oder daheim bei ihrer Familie zu sterben. Zusammen flüchten sie im Auto des Vaters des Protagonisten. Sie reisen entlang der westlichen Küste über Japans Autobahnen und Präfekturen, ohne zu wissen, wohin. Später jedoch entscheiden sie sich spontan für die Narzissen-Felder im Süden der Insel Awaji.

## Charaktere
Protagonist
Der Protagonist ist ein 20-jähriger Universitätsstudent. Er lebt mit seiner Familie zusammen, doch harmonisch ist das Verhältnis nicht. Er hat sich nie wirklich viele Ziele für sein späteres Leben gesteckt.
In den ersten beiden Teilen ist er namenlos, im dritten Teil wird dieser als Yū Atō (阿東優, Atō Yū) bekanntgegeben.
Setsumi Sakura (佐倉 瀬津美, Sakura Setsumi)
Sprecher: Rino Ayakawa
Setsumi ist eine 22-jährige junge Frau, ihr Körper ähnelt aber dem eines kleinen Mädchens. Sie hat einen stillen Charakter, liebt Autos und ist ebenfalls bewandert über diese. Sie äußert gegenüber dem Protagonisten den Wunsch, weder im siebten Stock des Krankenhauses, noch zuhause sterben zu wollen.

## Einflüsse
Narcissu ist stilistisch wie auch thematisch ähnlich dem Eröffnungskapitel von Gin’iro – ein kommerzieller Titel vom selben Autor. Tomo Kataoka selbst beschreibt Narcissu als im Jetzt angesiedelte Variante von Gin’iro, welches im japanischen Mittelalter spielt.
Das Werk ähnelt in seiner Umsetzung Roadmovies. Der Bildschirm wird so aufgeteilt, dass der Anschein eines Kinoformats geweckt wird. Viele der Szenen und Ereignisse der Geschichte sind Roadmovies-Klischees nachempfunden. Das Ende, in welchem die körperliche Reise selbst deutlich mit der metaphorischen Reise der Charaktere verbunden wird, was sie alles durchgemacht haben (ihr Leben, ihre Selbstfindung), ist typisch für diese Filmart.
In japanischen Communities werden immer wieder Parallelen zwischen Narcissu und dem deutschen Film Knockin’ on Heaven’s Door aus dem Jahr 1997 gezogen, welcher 1999 in Japan veröffentlicht wurde und dort eine gewisse Bekanntheit erlangte.

## Musik
Einige Musikstücke in Narcissu wurden aus anderen Visual Novels übernommen, andere wurden neu komponiert. Die Stücke sind auf Abruf in einer In-game-Jukebox verfügbar.
Die Titel in der folgenden Liste basieren auf der Liste aus Narcissu: Side 2nd, welche berichtigte und korrekte Titel beinhaltet; in der Originalveröffentlichung von Narcissu haben Stücke 2, 3, 7, 8 und 12 geringfügig andere Titel, während Stücke 4 und 9 fälschlicherweise als Rather Than a Life of Finality und Eightmoon gelistet werden. Narcissu: Side 2nd bezeichnet Stück 4 als The World is Coming to an W/end, statt richtigerweise eigentlich The world is drawing to an W/end.
Stücke:
1. The Emerald Sea (MASA) – 2:18
2. The Silver Coupé (Ebi) – 2:33
3. Narcissus (inst.) (Ebi) – 2:01
4. From The world is drawing to an W/end (Masashi Yano) – 3:43
5. I'm Right Here (vocal ver.) (Hirofumi Ishihashi) – 4:12
6. Lamune 79's (Elements Garden) – 3:08
7. Route 1 (Sentive) – 2:37
8. The Seventh (Sentive) – 2:16
9. Sakura (From A ¥120 Spring, Arrangement: Shitoshi Fujimoto (Ebi) – 2:16
10. The Emerald Sea (ver. 2) (MASA) – 2:17
11. Scarlet (Noriyasu Agematsu) – 3:07
12. Narcissus/Setsumi's Theme) (Gesang: REM, Text: Tomo Kataoka) – 2:15

## Veröffentlichungen
Das ursprüngliche Werk wurde von Tomo Kataoka geschrieben und erschien in Japan im August 2005 im Internet. Vier Tage später folgte eine Veröffentlichung auf CD-ROM. Die nicht-kommerzielle Web-Edition von Narcissu ist kleiner und hat eine geringere grafische und musikalische Qualität.
Im Gegensatz zu vielen anderen Spielen wurden Fan-Übersetzungen vom Autor erlaubt und sogar gewünscht. Der Autor selbst war nicht an den diversen Übersetzungsprozessen beteiligt. Es folgten unter anderem Fan-Lokalisierungen auf Englisch (mehrere, zunächst voneinander unabhängig entstandene Übersetzungen), Deutsch, Französisch, Koreanisch, Russisch, Chinesisch, Thai und Vietnamesisch.
Der erste Teil – Narcissu – war ein Experiment: Er benutzt weniger Grafiken als bei Visual Novels üblich und stellt diese in einem ungewöhnlich kleinen, begrenzten Fenster dar. Außerdem beinhaltet er zwei Modi: einen, in dem die weibliche Hauptfigur Setsumi mit Sprachausgabe vertont ist und einen anderen ohne Vertonung. In seinen Anmerkungen im Spiel erwähnt der Autor, dass die Geschichte überwiegend zum Lesen ohne Sprachausgabe konzipiert wurde und die Vertonung eher als Bonus zu verstehen ist. In der englischen Übersetzung übersetzten zwei verschiedene Übersetzer beide Versionen, um eine unterschiedliche Perspektive der Geschichte zu zeigen. Die Spieldauer beträgt bis zu 10 Stunden.
Die original japanische Version benutzt die NScripter-Engine; für die englische Übersetzung wurde jedoch die Open-Source-Software ONScripter verwendet, mit der eine Verwendung der englischen Sprache möglich ist.
Ein zweites Spiel wurde im Mai 2007 als Narcissu: Side 2nd veröffentlicht und enthält auch den ersten Teil. Es führt die minimalistische Präsentation des ersten Teils fort, wenn auch weniger streng. Außerdem ist es umfangreicher vertont – nicht nur Setsumi ist zu hören. Inhaltlich handelt es sich um eine Vorgeschichte zu dem ersten Teil. Nach dem Abschließen beider Teile innerhalb des Spiels wird ein Epilog zum ersten Teil freigeschaltet. Auch dieses Spiel erschien zusätzlich als nicht-kommerzielle Web-Edition und erhielt zahlreiche Fan-Übersetzungen.
Das dritte Spiel der Serie, narcissu 3rd -Die Dritte Welt-, wurde im April 2009 veröffentlicht. Anders als zuvor handelt es sich hierbei ausschließlich um eine kommerzielle Veröffentlichung. In diesem Spiel entspricht die Präsentation eher klassischen Visual Novels. Neben den ersten beiden Teilen enthält es 4 zusätzliche Geschichten, von denen jedoch nur eine vom ursprünglichen Autor verfasst wurde. Nach dem Beenden aller 4 Geschichten ist ein Epilog zu dem zweiten Teil spielbar.
Der dritte Teil erhielt später von Kadokawa Shoten eine professionelle sowie rein kommerzielle Veröffentlichung für die PlayStation Portable unter dem Titel Narcissu – Moshimo Ashita ga Aru nara (ナルキッソス～もしも明日があるなら～), welche im Juli 2010 erschien. Neben den Inhalten des dritten Teils enthält diese Veröffentlichung zusätzlichen Inhalt, darunter eine vom ursprünglichen Autor verfasste Vorgeschichte namens Narcissu sai shūshō ~DOUGHNUT~ (ナルキッソス 最終章 ~DOUGHNUT~).
Im Jahr 2015 erschien durch Sekai Project eine kostenlose, offizielle sowie fehlerbereinigte Veröffentlichung der englischen Übersetzungen beider Teile auf der Vertriebsplattform Steam.
Ein Jahr später erschien ebenfalls durch Sekai Project das mittels Crowdfunding finanzierte Narcissu 10th Anniversary Anthology Project auf Steam. Das Basisspiel enthält die ersten beiden Teile sowie den Epilog des zweiten Teils. Der Epilog enthält ein Nachwort des Autors sowie eine thematisch verwandte Kurzgeschichte namens 1980, welche vom Autor früher verfasst, jedoch nie veröffentlicht wurde. Weitere Geschichten sind als kostenpflichtige DLC verfügbar:
- Narcissu: A Little Iris – Eine der 4 Geschichten aus dem dritten Teil, nämlich jene, die von dem ursprünglichen Autor verfasst wurde. Enthält außerdem ein Nachwort des Autors sowie erneut eine thematisch verwandte Kurzgeschichte namens 1993, welche ebenfalls vom Autor früher verfasst, jedoch nie veröffentlicht wurde. Die drei weiteren Geschichten aus dem dritten Teil sind jedoch aus Lizenzgründen nicht in dieser Veröffentlichung enthalten.
- Narcissu: Zero – Eine Übersetzung von ~DOUGHNUT~, welches zuvor nur auf Japanisch als Teil des PSP-Spiels verfügbar war. Der Leser hat die Wahl, mit oder ohne Vertonung des Protagonisten zu spielen. Enthält außerdem einen fortgesetzten Epilog zum ersten Teil.
- Narcissu: Sumire – ein vollständig neuer Teil der Reihe. Zu Beginn des Spiels wird dem Leser eine Einführung mit einigen Erklärungen zu diesem Teil präsentiert. Enthält außerdem die ausführliche Vorgeschichte zu einer in diesem Teil wichtigen Figur sowie Anmerkungen des Autors, in welchen er Charaktere sowie Zusammenhänge zwischen den einzelnen Teilen erläutert.

Sämtliche Textinhalte sind dabei sowohl auf Englisch als auch Japanisch verfügbar, einschließlich jener, die zuvor keine Übersetzung erhielten.

## Adaptionen
Am 25. Juli 2008, veröffentlichte Media Factory unter dem Imprint MF Bunko J eine Adaption (ISBN 978-4-8401-2365-5) als Light Novel von Narcissu und Narcissu: Side 2nd, welche von Tomo Kataoka selbst geschrieben und von GotoP illustriert wurden.
Im Magazin Monthly Comic Alive Ausgabe 1/2009 desselben Verlag startete am 27. November 2008 eine Manga-Reihe, die ebenfalls von Tomo Kataoka geschrieben, aber von Pochi Edoya gezeichnet wurde. Am 23. Juni 2009 und 23. Februar 2010 wurden die Kapitel in zwei Sammelbände (Tankōbon) zusammengefasst (ISBN 978-4-8401-2580-2 und ISBN 978-4-8401-2984-8).